# Ricard Vives i Ballvé
Ricard Vives i Ballvé (* 21. März 1886 in Barcelona; † 6. April 1982 ebenda) war ein katalanischer klassischer Pianist und Musikpädagoge.

## Leben und Werk
Vives begann das Klavierspiel im Alter von acht Jahren bei Joan Salvat. Später setzte er seine Studien bei Eusebi Daniel, Antoni Nicolau und ab dem 16. Lebensjahr bei Enric Granados fort. Er debütierte mit großem Erfolg mit dem 3. Konzert von Johann Sebastian Bach in d-Moll BWV 974. Im Jahr 1910 unternahm er zusammen mit dem Violinisten Marià Perelló eine Konzerttournee durch Gesamtspanien.
1911 gründete er mit genanntem Violinisten und dem Cellisten Joaquim Pere Marès das Trio de Barcelona. Ein Konzertauftritt dieses Trios brachte 1913 für alle Beteiligten den internationalen künstlerischen Durchbruch. Vives begleitete auch Sängerinnen wie María Barrientos, L. Hallam und H. Gerhard sowie Instrumentalisten wie den Violinisten Mathieu Crickboom.
Er war Mitglied der Associació de Música de Cambra de Barcelona (Vereinigung der Kammermusiker in Barcelona) und der Lliga d’Associacions Musicals de Catalunya (Liga der musikalischen Vereinigungen Kataloniens).
Seit 1908 leitete er die höheren Klavierkurse an der Barceloneser Acadèmia Ainaud und war stellvertretender Direktor der Acadèmia Granados.